# Скриточуб іржастоголовий
Скриточу́б іржастоголовий (Phylloscopus castaniceps) — вид горобцеподібних птахів родини вівчарикових (Phylloscopidae). Мешкає в Гімалаях і Південно-Східній Азії. Раніше цей вид відносили до роду Скриточуб (Seicercus), однак за результатами молекулярно-філогенетичного дослідження, опублікованого у 2018 році, його було переведено до роду Вівчарик (Phylloscopus).

## Опис
Довжина птаха становить 9,5 см. Тім’я іржасто-руде, решта голови, верхня частина спини, горло і груди сірі. Решта верхньої части тіла оливково-зелена, живіт жовтий, нижня частина живота білувата. На потилиці чорні і білі смуги, навколо очей білі кільця. На крилах жовті смуги.

## Підвиди
Виділяють дев'ять підвидів:
- P. c. castaniceps (Hodgson, 1845) — центральні і східні Гімалаї (Непал, Сіккім, Бутан, Північно-Східна Індія), південно-західний Китай і західна М'янма;
- P. c. laurentei (La Touche, 1922) — крайній південь Китаю (південно-східний Юньнань);
- P. c. sinensis (Rickett, 1898) — центральний і південно-східний Китай (Шеньсі, Сичуань, північно-західний Фуцзянь), північний Індокитай;
- P. c. collinsi (Deignan, 1943) — східна М'янма (південь штату Шан) і північно-західний Таїланд;
- P. c. stresemanni (Delacour, 1932) — південний Лаос (плато Боловен) і південно-західна Камбоджа;
- P. c. annamensis (Robinson & Kloss, 1919) — південь центрального В'єтнаму (плато Далат[en]);
- P. c. youngi (Robinson, 1915) — перешийок Кра;
- P. c. butleri (Hartert, E, 1898) — високогір'я Малайського півострова;
- P. c. muelleri (Robinson & Kloss, 1916) — західна Суматра (гори Барісан).

## Поширення і екологія
Іржастоголові скриточуби мешкають в Індії, Непалі, Бутані, Бангладеш, М'янмі, Китаї, Таїланді, В'єтнамі, Лаосі, Камбоджі, Малайзії і Індонезії. Популяції Китаю взимку мігрують на південно-західне узбережжя. Іржастоголові скриточуби живуть у вологих гірських і рівнинних тропічних лісах, зокрема в дубових і рододендронових лісах. Живляться комахами та іншими дрібними безхребетними, яких шукають в кронах дерев. Сезон розмноження триває з лютого по липень.